# エド・チャイナ
エドワード・ジョン・チャイナ（英語: Edward John "Edd" China、1971年5月9日- ）、通称エド・チャイナは、イギリスのテレビ出演者、メカニック、モータースペシャリスト及び投資家、ユーチューバーで、ディスカバリーチャンネル制作のテレビ番組『名車再生!クラシックカー・ディーラーズ』のメカニックとしても知られているが、2017年に降板し、ユーチューバーとして活動している。
彼はその他にトップ・ギア、オート・トレーダー（Auto Trader）、スクラップヒープ・チャレンジ（Scrapheap Challenge）及びフィフス・ギアーに出演した。
身長201cm(6 in 7ft)の長身。「GREASE JUNKIE GARAGE LTD.」と称するガレージとショップを経営していたが2016年8月に清算した。現在は「Grease Junkie.Com Limited」を経営し通信販売を「GreaseJunkie.com」を通じて行っている。

## 経歴

### 生年月日と出生地
- 1971年5月9日生まれ[1]
- 出生地はイングランドのロンドン[1]

### 出身校

#### サウスファーンバラ・プレップ・スクール
- サウスファーンバラ・プレップ・スクールに在籍。制服姿の写真あり。[9]
- 当時の正式名称はサウス・ファーンバラ・プレパラトリー・スクール（South Farnborough Preparatory School）。現在はラッシュムーア・インデペンデント・プレパラトリー・スクール（Rushmoor Independent Preparatory School）。教育対象は2歳から11歳。所在地は Farnborough, Hampshire UK。[10]
- 子供のころから水泳が得意だったので"Rushmoor Royals swimming team"のメンバーになった。背泳ぎの記録を打ち立て、長年破られなかった。[11]

#### キング・エドワーズ・ウェットレー
- イングランド南東部のサレーにあるキング・エドワーズ・ウェットレー（英語版）（King Edward"s School, Wetley）において教育を受けた。[2]
- 全寮制の規律の厳しい学校であった。[12]
- 卒業を1年延期して卒業課題に定めた「Recreational Amphibious Wind-powered vehicle（RAWv）」を制作し動画を学校で公開した。これは、3輪のウインドヨットにサーフボードを取り付け、水陸両方を風力で走行できる乗り物である。これは卒業年次以前の彼が慕っていた教師の指導により制作した陸上のWind Yachtを発展させたものである。[13]

#### ロンドン・サウス・バンク・ユニバーシティ
- ロンドンにあるロンドン・サウス・バンク・ユニバーシティ（英語版） (London South Bank University) を卒業しエンジニアリング・プロダクト・デザインの学位を取得[2][14]した。
- 最初の年次と卒業年次において、選択コースを変えたため、在学期間が延長となった。[15]
- 在学時代に動くソファ”Casual Lofa”を制作し、メディアに注目されてテレビ出演活動のきっかけとなった。[1]

## 人物

### 幼少期
出典：
- 幼少期からエドは自分の周囲の全ての物がどのように動作するかに興味を持ち、芝刈り機からトースター、母の時計付きラジオなどあらゆる物をその内部の秘密である、どのように作られ、何を行うかを知るために分解することを我慢できなかった。特に謎だった祖父母の家にあった鳩時計を手に取ろうとしたが決してかなわなかった。
- 幼少期には四六時中レゴで遊んだ。彼は母の言いつけに背いて帰りの車中で箱を開けて部品を無くしたが説明書以外の他の物や全く異なる物を組み立てた。そもそも組み立て説明書をまともに読んだことがなく、箱の写真でブロックを組み立てられた。今でも説明書は参考程度に読んでどのように組み立てればどのように動作するかがわかり、これにより所謂「第六感」を育んだ。
- 母はエドに内部を知るだけで終わることをよしとしなかったので、最後には組みなおした。このことにより、エドは現在、あらゆる物を修理できるようになった。
- 彼は「わたしはよくしゃべる子どもでした。それは良くあることですが、わたしの母はそれを褒めてくれたのです。多くの親はそうではないでしょう」「わたしは多くの質問をしましたが、そのすべてについて答えを出す手助けをしたり、それがわかる場所に連れて行ってくれました。」[17]と述べている。
- エドは父が天才[18]ロケット科学者、より正確には衛星科学者だった述懐している。父は英国初の衛星を開発したロイヤル・エアクラフト・エスタブリッシュメント チームの一員だったがエドが4歳の時に亡くなった[19][18]。 この事実を母と双子のおばから明かされたのは、エドが14歳で次の誕生日の3ヶ月前の1976年2月である。[20]

### 青年以降
- 201cm（6 ft 7 in）の身長[4][1]を持つ彼は「紳士的な巨人」と呼ばれる温和な性格。[21]
- 彼は「当時幼かったわたしはその事実を隠されていましたが、非常に悲惨なものでした。しかしそこから学んだことは、冷静さを保つことの大切さと、すべてを楽しむことです。人生においては計画が急に変わることもありますが、臨機応変に自分も変われば良いのです。」と述べている。[18]
- 彼によると、「わたしが実車で遊べる歳になると、家の前をワークショップにしてしまっても文句を言わずに見守ってくれました。隣人たちは快く思っていないようでしたが、彼女はわたしのやりたいことを理解してくれたのです。[22] わたしがバスに住みたいと言えばそれを許してくれました。安全かつ楽しければそれで良いのです。[22] このおかげで、わたしは自走式ソファの製作からハリウッド進出まで素晴らしいキャリアを歩むことができました」[22]
- 学生時代は赤い2階建てバスのレイランド・アトランティアンに住んだ。彼は自分の免許で運転できるように仲間と70人分のシートを8席を残して取り除いた。プライベート確保のため窓を溶接してふさぎ、生活のため発電用のエンジンと発電機を取り付け電気機器を使えるようにした。短時間、自宅にそのバスで乗り付けた時、近所の人々を狼狽させた。-7℃まで気温が下がるバス生活に見切りをつけるように母から説得され、バス生活は終わりを告げた。[23]
- 若い頃より自動車とあらゆる種類の機械に関心を持った。[2]

### テレビなどのメディア活動の始まり
- ロンドン・サウス・バンク・ユニバーシティ在学時代にエンジンを取り付けた動くソファである”Casual Lofa”を制作し、大衆紙により紹介され、テレビなどのメディア活動を始めるきっかけとなった。[1]（エドの活動とテレビ出演参照）

### その他
- 「最も速く走る家具」のギネス記録保持者（時速148kmで走行するソファ；"Chaise Lunge"）でもある[24][2][注釈 1]。

## 私生活

### 配偶者
- エドはノルウェー出身[1]のイモージェン・チャイナ（Imogen China）と結婚している[1][14]。結婚式は招待者だけで行われた[25]。

### 著書における家族に関する記述
- 自身の著書「EDD CHINA GREASE JUNKIE」の巻頭に「この本を母に捧ぐ」[26]と書かれている。
- 巻末の「ACKNOWLEDGEMENT」において妻のイモージェンに「妻であり、自分の人生であるイモージェンに感謝いたします。今日の自分があるのは彼女のおかげです。とりとめのない自分の考えを組み立て、逸脱を整理し、たまった写真のような記憶を振り分け、この本の制作を助けてくれてありがとうございます。」と述べている。[27]

## エドの活動とテレビ出演
- エドは人前で演技をすることが苦手で、もともとテレビ出演でキャリアを積もうとは考えていなかったと述懐している。テレビカメラの前で良い経験を積むきっかけになったのは、"Casual Lofa”（動くソファ）が大衆紙"Sun”で取り上げられ、Sky Newsに出演したことである。彼はただソファを運転して、いくつかの質問に答えるだけで撮影はうまくいった。後々、"Wheeler Dealer"の撮影を始めた時に、"Attaboy”のプロデューサーが、「カメラに話しかけるようにするとよい」と教えてくれたこともカメラ慣れするのに役立った[28]。
- 最初のプロジェクトはロンドン・サウス・バンク・ユニバーシティの卒業年に動くソファ（Casual Lofa）で速度の世界記録を作ることであった。[1] これにより今日までいくつかのテレビショーに出演した。[1]
- Casual Lofaに続いて、動くソファと机を作成した。[1]
- 動くソファで、ドニントン・パーク・サーキットで最初のギネス世界記録（87mph）を打ち立てた。[1] [29]その後、そのソファを改良した公道走行可能なナンバープレートを取得した4輪ソファカーでギネス世界速度記録を更新した。[1]
- エドは彼が作った作品でトップ・ギアー、オート・トレーダー、スクラップヒープ・チャレンジ、フィフス・ギアー（英語版）（Fifth Gear）に出演した。[1]
- 2007年に自作品の公開による世界記録達成のためエドはフィフス・ギアー（英語版）（Fifth Gear）, プリング・パワー（英語版）（Pulling Power）や ジス・モーニング（英語版） (This Morning)などの多くの番組に出演した。

### Wheeler Dealers
エドはディスカバリー・チャンネルに採用され、2003年10月にテレビ司会者のマイク・ブルーワー(Mike Brewer）と組んで新しいテレビ番組であるホイーラー・ディーラー（Wheeler Dealers、日本題『名車再生!クラシックカー・ディーラーズ』）を始めた。エドとマイクにとって今日に至るまで最も有名な番組となり、2003年から2017年まで13シリーズにわたって放映された。2011年には"Wheeler Dealers”はディスカバリー・チャンネルにおいて最も大きなショーとなった。エドは"Wheeler Dealers”のプロデューサーの一人に"the warm prop"(暖かいアイスバー／暖かい棒付きアイスキャンディー)と呼ばれていた。
番組の構成はシンプルであり、マイク・ブルーワーが仕入れてきた廃車を、メカニックのチャイナがレストアして販売する。この番組は大成功を収め、英国からハリウッドのお膝元であるカリフォルニア州ハンティントンビーチへと拠点を移した。3億5000万人もの視聴者がいるとされている。
Wheeler Dealersにおいてエドは卓越した様々な技術を駆使した。キャブレターエンジンの整備、スキャンツールをオン・ボード・ダイアグノーシスに接続した電子制御エンジン整備・診断、エンジン本体・燃料系の分解整備、点火系のポイント式ディストリビューターの電子化及びエンジン冷却系統やオイル冷却系統などの周辺機器の整備、駆動系(差動制限装置:LSDなど)の整備、ドラムブレーキのディスクブレーキへの換装、サスペンション周りのメンテナンス、エンジン本体の換装、サスペンションの分解整備・調整、板金・溶接・塗装、電装品の整備、内装の交換、車内電源の新規設置、エアコン・ヒーターなどのACHV(Air Conditioning, Heating and Ventilation)修理、排気系統の修理・交換、時には改造電気自動車のブラシ付DCモーターから交流誘導モーターへ交換するなど、通常は専門業者が行う整備に至るまで単身でこなす。勿論、外注業者と協力したり、マイクにその依頼を行うこともある。分かりやすい解説を交えながら自動車のレストアを行った。 ブレーキのABSポンプなどの重要保安部品に関しては、視聴者に「ブレーキは重要な安全装置ですから自信のない人は無理をせず業者に頼みましょう。」と勧める場面もある。
Wheeler Dealersは当初ヨーロッパを周ってクラシックカーを購入しレストアしていた。 第8シリーズで初めてマイクは米国から車を買いつけてきた。2015年の第12シリーズ前半は米国カリフォルニア州で撮影が行われた。2016年以降、全てのシリーズの撮影がカリフォルニアで行われた。
2017年3月21日にエドは番組の方向性の不一致によりホイーラー・ディーラー(Wheeler Dealers)を降板すると彼のYoutubeチャンネルで告知した。 告知全文は「EddChina.com」の「FAQ | EddChina.com, Why did Edd China leave Wheeler Dealers?」 及び「EDD CHINA GREASE JUNKIE」の「PREFACE」に掲載されている。費用がかかるエドの作業場のシーンを減らすよう要求してきたプロデューサーとの折り合いがつかなかったことが理由。降板の告知に当たって、ホイーラー・ディーラーの視聴者、番組スタッフ、相方のマイクなどの製作陣に感謝の意を表し、視聴者に今後の Wheeler Dealers を担当するマイクと新たに組むアント・アンステッド（Ant Anstead）を支援してほしいとエールを送っている。

### テレビ出演一覧
出典：   
| 年        | タイトル                           | 役割       | 内容・備考 | チャンネル                           |
| --------- | ---------------------------------- | ---------- | --- | ------------------------------------ |
| 1994      | Father Ted: 英語版                 | 特殊技術者 | ロンドン・サウス・バンク・ユニバーシティの企業実習の一環として自分で応募 車いすにスターターモーターを取り付け平地で20mphの速度を達成したが収録当日に降雨があり道路の状態が悪く、不採用になった 次に、車いすに圧縮空気のタンクを設け、圧縮空気の噴射で走るようにした（テレビ未公開）             | Channel 4（UK）                      |
| 1998      | Scrapheap Challnge: 英語版         | ゲスト出演 | 彼の動くベッドと動くソファの放映 | Channel 4（UK）                      |
|           | The Big Breakfast                  | 出演       | ”Casual Lofa”、”Bog Standard”、”Street Sleeper”で3回出演 | Channel 4（UK）                      |
| 2002      | Fifth Gear: 英語版                 | 自身の出演 | 同価格帯の車と同性能の車で性能を競った | Channel 5（UK）                      |
| 2002      | Top Gear: 英語版 (Panic Mechanics) | 自身の出演 | "Top Gear"では、様々なテーマのもとで改造車を作成しスタジオの観衆のもとで披露した "Panic Mechanics"では、2チームが決められた予算と時間で車を制作して競い合う。敗者には罰ゲームが課される。 | BBC 2                                |
| 2003-2017 | Wheeler Dealers: 英語版            | 司会者     | 2003年、"Cummfy Banana"本社に怪しげなメディア関係者がやって来て、キャンプを設置して3ヶ月ほど滞在した。”Wheeler Deelers”への出演をOKしたエドに、制作会社は「私の工房を撮影に使うのはいいアイデアだ」と説得してきた。確かにその通りであり、スタジオの家賃は無料であり、道具や機材も自由に使えた。 | Discovery Channel                    |
| 2006      | Auto Trader: 英語版                | 司会者     | "Wheeler Dealers"の撮影の間にマイク・ブルーワーとエドは"Discovery Channel"の"Auto Trader"シリーズを撮影 | Discovery Channel                    |
| 1997–2002 | Pulling Power                      | 司会者     | "Auto Trader"シリーズ撮影の後、マイク・ブルーワー自身の制作会社"X2 Productions"がプロデュースしたITVの"Pulling Power"シリーズを撮影。 | ITV in the Midlands                  |
| 2007      | The Culture Show                   | 招待出演   | 毎回、少なくとも1組の音楽アーティストのライブパフォーマンスを紹介 | BBC 2                                |
| 2022      | カー・SOS 蘇れ!思い出の名車 １０   | ゲスト出演 | トヨタスープラ回、EV化MGB回。ティム・ショウが（エドの出演する名車再生！に対し）ライバル番組と呼ぶシーンがある。 | ナショナルジオグラフィックチャンネル |

## 著作物
- Wheeler Dealers Car Restoration Manual, Haynes Publishing UK, 2015, ISBN 9780857337986
- EDD CHINA GREASE JUNKIE: A Book of Moving Parts, Virgin Books, 2019, ASIN B08RBP8VW9 ISBN 9780753553541[58]

## ビジネス履歴

### Cummfy Banana Limited
特殊効果技術者としての創作にコメディテレビ番組で成功したあと、1999年3月に彼の特注品のアウトレットとしてCummfy Banana Limitedを創設した。妻のイモージェンは元 Grease Junkie ディレクター、Cummfy Banana Limited のディレクターを務めた。
社名は、彼が作った”Casual Lofa”が”comfy”（くつろげる）というスラングと、バナナ（banana）に関する彼の逸話に基づき、この2語をシンメトリーに配置し綴りを一部変更して"Cummufy Banana”という造語を作成した。

### Grease Junkie
2009年にエドはGrease Junkie Limited (そのサイトでは Wheeler Dealers 及び Grease Junkie の商品を販売) を設立しマネージングディレクターに就任した。エドは自動車検査場とGrease Junkie と称するサービス工場を Bracknell、Berkshireに所有したが、2016年8月に自発的に清算した。
現在は「Grease Junkie.Com Limited」を経営し、通信販売を「GreaseJunkie.com」を通じて行っている。

## インターネット活動
2018年5月1日、エドは彼の新シリーズである「Edd China's Garage Revival」を YouTube (チャンネル)に開設した。エドはより定期的に彼の Edd China Youtube チャンネルに Wheeler Dealers 後の活躍をアップロードしている。彼はファンからの質問にチャンネル内の AskEdd シリーズで回答している。2021年4月には彼のバッキンガム州(Buckinghamshire)のマーロー(Marlow)近くのワークショップで進行中の様々なプロジェクトを紹介する「Edd China's Workshop Diaries」をエド個人の YouTube チャンネルにおいて開設した。2021年4月8日、圧入技術とウォーターコントロールバルブの世界的企業のRWCが「Edd China's Workshop Diaries」のオフィシャルパートナーになると発表した。

## 世界記録への挑戦
エドはギネス世界記録タイトルを世界最速の小屋（Shed）、ベッド、電動アイスクリームバンおよび世界最大の自走式ショッピングカートなどで保有している。
2012年にエドと英国のレーシングドライバーの"Tom Onslow-Cole"は"eBay"がスポンサーとなり、牛乳配達車をドラッグレーサー(ドラッグレース用の車や3輪車、バイクの総称)に改造し、世界最速の牛乳配達車のギネス世界記録を達成した。
2020年にエドはアイスクリームバンを電気自動車に改造し、世界最速の電気自動車のアイスクリームバンのギネス世界記録を達成した。
出典：
| 日時       | 制作物 | 記録                                               | 状況 | 備考 |
| ---------- | --- | -------------------------------------------------- | --- | --- |
| 2005/11/9  | 世界最大の電動自走式ショッピングカート "the world's largest motorised shopping trolly" "Trolleyshoppus Rex" | 2.99 × 1.80 × 3.47 m (9.8 × 5.9 × 11.4 ft) [l×w×h] | 記録維持中 | エド・チャイナが扱った車等の一覧の"Trolleyshoppus Rex" 世界最大の電動自走式ショッピングカートの「備考」欄に記載 |
| 2007/5/11  | 世界最速の家具 "Chaise Lunge" （ソファ）                                                                    | 148 km/h (92 mph)                                  | Perry Watkinsにより2010/9/5にSanta Pod raceway UKにて平均速度113.8 mphで破られる これは椅子と机を備えた家具でありエドのソファとは異なる | V8エンジンを後部に搭載 |
| 2007/11/7  | 世界最速の動くベッド "‘Street Sleeper"                                                                      | 111 km/h (69 mph)                                  | 記録維持中 | エド・チャイナが扱った車等の一覧の”Street Sleeper”(moving bed)の「備考」欄に記載 |
| 2011/5/10  | 世界最速の自走式バスルーム "Bog Standard"                                                                   | 68 km/h (42.25 mph)                                | 記録維持中 | 24.25mphの記録は2011年達成 2018年に50mphをわずかに下回る速度達成 |
| 2011/4/11  | 世界最速の庭小屋 "Gone to Speed"                                                                            | 94 km/h (58.41 mph)                                | Kevin NicksのFastest Garden Shed(庭小屋)により129.831 km/h (80.673 mph)にてYorkshireで2017/9/16に破られる                               | NR |
| 2012/10/21 | 世界最速のミルク配達車                                                                                      | 124.78 km/h (77.53mph)                             | Rob Gillにより136km/h(85mph) (136km/h)にて2014/6/25に破られる                                                                           | 元々、米国のTLCの番組”Monster Garage"の要請で制作 V8エンジンに換装 |
| 2020/10/26 | 世界最速の電動アイスクリームバン                                                                            | 128.816 km/h (80.043 mph)                          | 記録維持中 | - そもそもの制作目的はギネス速度記録達成ではなく、地方自治体が汚染されたディーゼル排気ガスを出すアイスクリームバンの使用を子供の遊び場や海岸で取り締まり始めたことがきっかけ - アイス製造のため、営業中ディーゼルバンはエンジンを動かし続けなければならず、特に小さい子供に有害な排気ガスを出し続ける - アイスクリーム製造のための冷却装置により車内温度が上がり、移動販売車の担当者もよくない環境で作業を強いられる - すべてを電動モーターで駆動する電動アイスクリームバンは公害問題から解放される |

## エド・チャイナが扱った車等の一覧
- Weeler Dealers 出演以外にエド・チャイナが扱った乗り物一覧表
- ロンドンのアールズ・コート・エキシビジョン・ホール(Earl's Court exhibition halls)にて"Casual Lofa”(moving sofa)、”Street Sleeper”(moving bed)、”Bog Standard”(moving bathroom)の展示を行った。実際は展示物をロンドンの町中に乗り出して展示ブースは空っぽだったが前評判でブースは盛況だった。

出典：
| 時期                                                                       | 種車もしくは車種 | 改造内容 | 備考 |
| -------------------------------------------------------------------------- | --- | --- | --- |
| キング・エドワーズ・ウェットレー在学中                                     | WV 1303 | 無改造 | エドが最初に所有した車 WV 1303 Beatle |
| キング・エドワーズ・ウェットレー在学中                                     | Fiat 132 | 無改造 | エドが2台目に所有した車 水平対向4気筒のツインカム(DOHCではない)の2リットル Mirafiori ボクサーエンジン |
| キング・エドワーズ・ウェットレー在学中                                     | 自作 | アルミのシャシーに3輪と帆を備えた陸上風力ヨット | ステアリングを設けず足でフロントの1輪の向きを操作 |
| キング・エドワーズ・ウェットレー在学中                                     | 自作 | シャシーをステンレスに交換 サーフボードを着座位置に取り付け風力で水陸両方を自走できるヨットを制作 | キング・エドワーズ・ウェットレー卒業制作 |
| NR                                                                         | beach buggy | WV 1200 Beetle のフロントシャシーの頑丈なトーションビーム式サスペンションと WV 1303 Beetle の信頼性ある1600ccエンジンを搭載した独立懸架サスペンションのシャシーを合体 | フロントグラス（windscreen：イギリス英語、windshield：アメリカ英語）を設置せず航空ゴーグルを着用して運転 |
| ロンドン・サウス・バンク・ユニバーシティ在学中                             | LeyLand Atlantean | 自分の免許（PCV：Passenger Carrying Vehicle licenceを所有せず）で運転可能にするため70人分のシートを8席以外除去 台所、ガスコンロ、コンロの燃料タンク（ブタンからプロパンに）、温水器、冷蔵庫、電子レンジ、シャワーとトイレ、給水のための上水、中水、下水タンク、ベッド、発電機とそれを駆動するエンジン、後にバッテリーを搭載し必要時のみ発電し蓄電池の電気をインバーターで交流として給電、プライバシー確保のためアルミパネルで窓を溶接、カーテン設置など | 2階建て路線バス 自宅近所の住民の苦情により手放した |
| ロンドン・サウス・バンク・ユニバーシティ在学中                             | VW T2 Camper | フルサイズのベンチシート、テーブル、ベッド、調理器、冷蔵庫、流しなどを設置 | 元はオランダの軍用車両 11週間の米国旅行 卒業の21歳の時に南スペインのSeville開催のExipo’92に友人と向かうが途中で引き返す |
| ロンドン・サウス・バンク・ユニバーシティ在学中                             | 自走式車いす | 車いすにバッテリーとスターターモーターを取り付け20mphの速度達成 車いすに圧縮空気のタンクを設け、圧縮空気の噴射で走るようにした | ロンドン・サウス・バンク・ユニバーシティの企業実習としてFather Tedの特殊効果制作スタジオに自分で出向いてスケッチと自作の車を見せて応募 翌日から小道具制作担当として採用される Father Tedのメンバーと共同制作 |
| NR                                                                         | VW Type25 wedge van | 1600cc空冷エンジンを1500ccのアルファロメオ・アルファスッド（Alfa Romeo Alfasuds） の水冷エンジンに換装 | 排気量同等ながら出力倍増 |
| NR                                                                         | VW Type25 wedge van | アルファロメオ・アルファスッドのエンジンを業者に依頼してローバーのV8エンジンに換装 | 車高ダウン、燃料系統増設 |
| NR                                                                         | teddy bear car | ＶＷ Beatleの屋根を取り払い、車全体をテディ・ベアのように覆った | 町中を走行し注目を集めた CCTVが運転の様子を撮影 |
| NR                                                                         | big RV | American RV event に妻と行った際に購入 | 36-foot-longの長さと英国の道路には広すぎる幅 家族・親戚で旅行 |
| 2002年                                                                     | Edd's first ever electric classic car conversion                                                                           | NR | パニックメカニクス(Panic Mechanics)にて紹介 |
| 2002年                                                                     | Rover 820i | ボンドカー風の機械（乗り物）を限られた予算で制作 | "Top Gear"(トップ・ギアー)の"Build a Bond Car On A Budget"(ボンドカーの予算内製作)ショーで実行 予算は300ポンド 彼のボンドカーの主な特徴は下記: トランクから飛び出すスポイラーの下にティートレイを固定して防弾スクリーンとした トランクに跳ね上げ蓋を取り付けスタジオの床に(子供用ボールプールのような)カラーボールをどっと浴びせるようにした フロントウィングの中にペイントボール銃を隠してウインカーから発射した ボディ側面に排水管を貼り付けロケットランチャーを作った TVショーではペイントボールとロケットランチャーで出し物を披露しスタジオの観客から喝采を浴びた ボンドカーと同じように助手席を発射する仕組みを作った 助手席の下に圧縮した6つのスプリングを仕込み、屋根の大部分を切り取って金属箔(フォイル)に置き換え、簡単に破れるように傷を入れ、車体と同色に塗った マネキンを乗せて助手席を発射すると屋根を突き破って後部席に落ちた 予算の制約上やむを得ない出来だったと述懐している |
| ロンドン・サウス・バンク・ユニバーシティ在学中 Father Ted の特殊技術担当後 | "Casual Lofa” (moving sofa) (3輪車)                                                                                        | - 古い赤いベルベットの Chesterfield Sofa を使用 - ソファにミニの998ccのエンジンを背後に搭載 - ラジエーターと冷却ファンは横に移動し、冷却ファンを電動化 - バンパー、リトラクタブルシートベルト、ウインカー、ストップランプ、ヘッドライトなどの保安部品をソファの外観を保つように設置 - ハンドルとしてピザのトレイを使用 - 3輪車として英国の車検（MOT(Ministry of Transport) test）を通し、公道走行のナンバープレート取得                                 | 完成時に友人と夜のロンドンをドライブし注目を集めた 路線バスの運転手さえ道を譲ってくれた その後のエド・チャイナの人生を彼の想像以上の多様な方向へ変えた 強い訛りを有するコックニー・ライミング・スラング (Cockney Rhyming Slang)風に"Casual Lofa”と命名 Casual Lofaの制作は"Raleigh International"の遠征に参加する慈善活動の資金を稼ぐことが目的だった。1998年の春に中米のベリーズに向かった。 1990年代は現在よりも規制が緩く、車検を通す抜け道が多くあった。 交付ナンバーは今日に至るまで"Q 424 ABL”で先頭の"Q”は"questionable(疑わしい)"に由来しキットカーや現品限りの車に交付される。 後日、"Construction & USE Regulations"をより適正に満たす "IVA(Individual Vehicle Approval) test" に合格し"Q"ナンバーをつける必要がなくなり、警察に止められることも無くなった。ただしナンバーはそのままとした。                                                                                       |
| "Casual Lofa” (moving sofa) (3輪車)作成後                                  | "Casual Lofa" (moving sofa) (4輪車)                                                                                        | - ミニの1275ccエンジンを搭載 - 4輪車としてDVLA(the Driver and Vehicle Licensing Agency) testに合格し公道を合法に走行可能とした - バンパー、ヘッドライト、左右両側のドアミラー、リアコンビネーションランプを装備 - ラスベガスの2019 SEMA SHOWのCTEK ブースにて展示 - ホームページに米国の高速道路、ゴールデンゲートブリッジの走行シーンを掲載 | 友人とその息子さんからエンジンとギアボックスを手頃な値段で譲り受けた 米国展示の際には米国のナンバーを取得 黄色の米国サイズのナンバーで番号は「Q 424 ABL」 |
| "Cummfy Banana”設立後                                                      | ”Street Sleeper” (moving bed)                                                                                              | - キングサイズのベッドの４隅に柱を立てた - ベッドの外観を損なわないようにフォルクスワーゲン・タイプ3のシャシーと1600ccエンジンをベッドの下に配置 - ベッドの下に格納するために パンケーキ・エンジンと称される全高の低い空冷水平対向4気筒ガソリンエンジンを使用 | Casual Lofaを見た広告会社の勧めにより制作 |
| "Cummfy Banana”設立後                                                      | ”Bog Standard” (moving bathroom)                                                                                           | - シャワー、トイレ、バスタブから構成 - 運転手はトイレに座った - ホンダ・スペイシー（Honda Spacey）の250ccスクーターのエンジンを使用 - 運転席の横にバスタブをサイドカーのように配置 - バスタブをトレーラーのように牽引する構造とした - バスタブ・トイレの軽量化に苦心した - バスタブに水を張る代わりに青いパースペクス（ Perspex 商標：頑丈な透明合成樹脂の板）を貼った                                                                                  | ジェリー＆シルヴィア・アンダーソン夫妻(Gerry & Sylvia Anderson)がプロデュースしたサンダーバードで登場するホバーバイクのようだった |
| "Cummfy Banana”設立後                                                      | "Hot Desk" (moving office desk)                                                                                            | - L型のオフィスカー - フロントサブフレームにオートマチックトランスミッションの"Rover 100”の無段変速機（CVT：Continuously Variable Transmission）を伴ったエンジンを搭載 - エンジンは運転手の前に配置 - 外装は磨いたアルミパネルで覆った - 車の後部に３席のオフィス用椅子を配置 - ワイヤレスキーボードのキーを叩きステアリング操作を行った - 石油プラットフォームで使用される類の電話を設置                                                               | "Buissiness Environment Group"の委託により作成 ロンドンの"Hanover Square”でプレスリリース展示 交通遅滞となると呼び止めた警察官を乗せて80mphで走行し許可を得た |
| "Cummfy Banana”設立後                                                      | "Trolleyshoppus Rex" 世界最大の電動自走式ショッピングカート ギネス記録獲得 (the world's largest motorised shopping trolly) | - 重量60,000ポンド(約27,200kg)のステンレス鋼の鋼管をTIG溶接 - 後輪を電動モーターで駆動 - ステアリングで前輪を操作 - 2.99 × 1.80 × 3.47 m (9.8 × 5.9 × 11.4 ft) [l×w×h] | "Movie Premieres London"の映画"Jackass"に制作 公道走行のためのナンバープレート取得 |